# Tatjana Michailowna Krassowskaja
Tatjana Michailowna Krassowskaja (russisch Татьяна Михайловна Красовская; * 10. Dezember 1948) ist eine sowjetische bzw. russische Geoökologin und Hochschullehrerin.

## Leben
Krassowskaja studierte an der Lomonossow-Universität Moskau (MGU) in der Geographie-Fakultät mit Abschluss 1971.
Darauf arbeitete Krassowskaja als wissenschaftliche Junior-Mitarbeiterin im Allunionsforschungsinstitut für Landwirtschaftsinformation. bis sie 1978 auf Einladung an den Lehrstuhl für Allgemeine Physische Geographie und Paläogeographie der NGU wechselte. Dort organisierte sie unter der Leitung Konstantin Markows die Arbeit für die Edition der siebenbändigen Monografie über die Geographie des Weltmeers. Daneben hatte sie 1975 bei Alexander Rjabtschikow am Lehrstuhl für Geographie fremder Länder der MGU die Aspirantur begonnen, sodass sie 1979 ihre Kandidat-Dissertation über die gegenwärtigen Landschaften Zentral- und Ostindochinas mit Erfolg für die Promotion zur Kandidatin der geogrphischen Wissenschaften verteidigte.
Von 1985 bis 1991 leitete Krassowskaja die Arbeit der Arktis-Expeditionsforschungsgruppe der Geographie-Fakultät der MGU. Von 1990 bis 1993 war sie Mitglied der Ökologie-Kommission der Polarforscher-Assoziation. Sie leitete von 1993 bis 1999 Forschungsproamme des Russischen Fonds für Grundlagenforschung, der Russischen Stiftung für Geistes- und Sozialwissenschaften und anderer FForschungsförderungsorganisationen. Sie war von 1995 bis 1998 Expertin der Arktis- und Inselterritorien-Abteilung des Staatskomitees des Nordens der Russischen Föderation.
Ihre Doktor-Dissertation mit einer soziokulturellen und ökonomisch-ökologischen Analyse der Nutzung der natürlichen Ressourcen des Nordens Russlands verteidigte Krassowskaja 2005 mit Erfolg für die Promotion zur Doktorin der geographischen Wissenschaften.
Krassowskaja wurde 2011 Professorin des Lehrstuhls für Physische Geographie der Erde und Geoökologie der Geographie-Fakultät der MGU. Bis 2015 war sie Vorsitzende der gewerkschaftlichen Organisation der Fakultät. Zusammen mit dem Geographen Wladimir Kaluzkow leitet sie das Kulturlandschaft-Seminar der Russischen Geographischen Gesellschaft.

## Ehrungen, Preise
- Bronzemedaille der Ausstellung der Errungenschaften der Volkswirtschaft der UdSSR
- Ehrenhochschularbeiterin des Ministeriums für Bildung und Wissenschaft der Russischen föderation (2004)[2]
- Goldmedaille und Ehrenurkunde der Föderation der Unabhängigen Gewerkschaften Russlands
- Kristallglobus-Preis der Russischen Geographischen Gesellschaft